# Rio Potinga
O rio Potinga é um curso de água do estado do Paraná. Pertence à bacia hidrográfica do rio Paraná e é afluente da margem direita do rio Iguaçu. 
A bacia hidrográfica do rio Potinga banha os municípios paranaenses de Irati, Rebouças, Rio Azul, Mallet,Cruz Machado e São Mateus do Sul, onde está localizada sua foz, na localidade de Fartura do Potinga. 